# Buza Sándor (pap)
Buza Sándor (Munkács, 1848. november 11. – Tiszaújlak, 1905. május 30.) tanár, római katolikus plébános, költő. 

## Életútja
Gimnáziumi tanulmányait Szatmárnémetiben végezte, ezután Pesten hallgatott teológiát. 1873-ban szentelték pappá. Szatmárnémetiben a püspöki papnevelőben az egyházjog és egyháztörténet tanára volt, majd később Tiszaújlak plébánosa lett. 
Népies költeményeket írt Beregi Sándor név alatt a Magyar Államba, Katholikus Hetilapba és főként az Egri Népujságba, melynek állandó munkatársa volt.
Álnevei: Beregi Sándor (Egri Népújság, Katolikus Hetilap, Magyar Állam); Beregi Buza Sándor.

## Művei
- A reménység könyve. Marschal V. után ford. Eger, 1872. (2. kiadás. Szatmár, 1882.)
- A keresztény család theologiája. Pest, 1873. (Ford. németből.)
- Legfontosabb illemszabályok, különösen papjelöltek számára. Schönfeld F. után ford. Budapest, 1873.
- Az élet titkai. Ungvár, 1876.
- Az irgalmas nővér. Ungvár, 1876. (Werfer A. után ford. beszély.)
- A vén lantos. Eger, 1883. (Versezet Beregi Buza Sándor névvel.)
- A megváltó. Szatmár, 1885. (Költemény, 2. kiadás Szatmár, 1890.)